# Mamoudzou
Mamoudzou este capitala departamentului de peste mări francez Mayotte. În 2012 avea o populație de 57.281 de locuitori (cca. 30% din populația insulei), fiind localitatea cea mai populată din Mayotte. Municipilu Mamoudzou este alcătuit din localitatea propriu-zisă- Mamoudzou- și alte 7 nuclee: Cavani, Kawéni, Mtsapéré, Passamainti, Vahibé, Tsoundzou I și Tsoundzou II.

## Așezare
Mamoudzou este situat în Oceanul Indian,  pe coasta răsăriteană a insulei Grande Terre, în fața insulei Petit Terre. 
Muntele Mtsapéré cu 570 m este punctul cel mai înalt al municipiului.

## Demografie
| Kavani        | 3 948 | 5 488  | 8 100  |
| Kaweni        | 6 206 | 9 604  | 11 562 |
| Mamoudzou     | 5 666 | 6 533  | 6 186  |
| Mtsapéré      | 6 979 | 10 495 | 11 283 |
| Passamainty   | 5 173 | 6 008  | 7 086  |
| Tsountsou 1   | 2 093 | 3 058  | 3 398  |
| Tsountsou 2   | 574   | 1 063  | 1 671  |
| Vahibé        | 2 135 | 3 236  | 3 736  |
| Estimări 1997 |       |        |        |

| 20 307        | 32 733 | 45 475 | 53 022 |
| Estimări 1991 |        |        |        |

1. ↑  répertoire géographique des communes, accesat în 26 octombrie 2015
2. ↑  dataset of postal codes in France, 1 octombrie 2018